# Förcolumbiansk tid

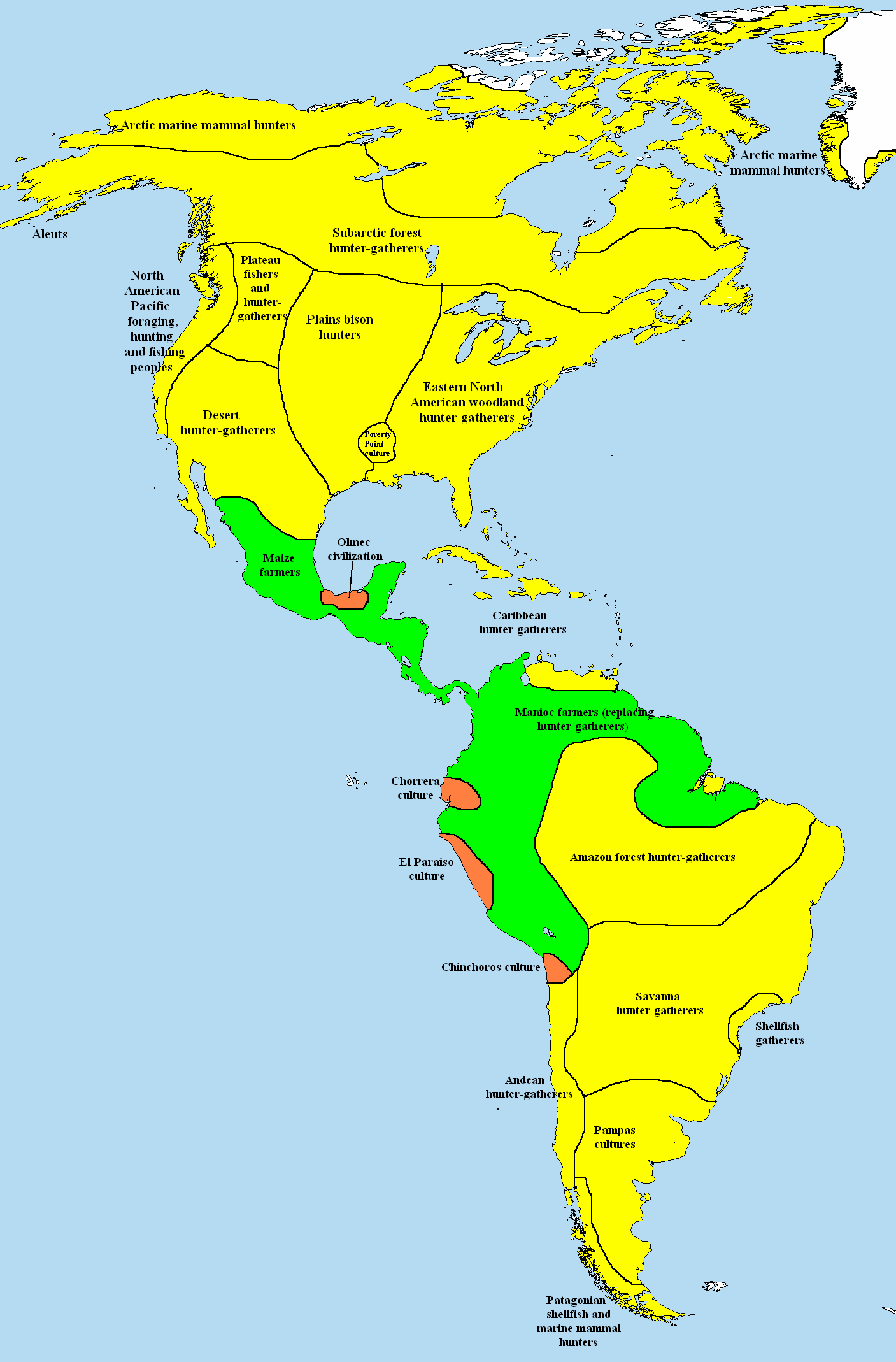
Karta över kulturer i Amerika omkring 1000 f.Kr. Text på engelska.
Jägare-samlare (mesolitisk tid, mellan-stenålder)
Enkla jordbrukssamhällen (neolitisk tid, yngre stenålder)
Avancerade jordbrukssamhällen (hövdingariken, stamsamhällen och civilisationer).

Förcolumbiansk tid är en term som refererar till kulturerna i Amerika innan européerna hade påverkat dem. Rent tekniskt är det tiden innan Christofer Columbus steg i land i Bahamas 1492. Men termen används även om årtiondena efter det och man brukar använda termen fram till tiden, då spanjorerna på 1500-talet kom och koloniserade Centralamerika. 
De civilisationer i Amerika som vi kallar förkolumbianska är de mesoamerikanska, bland andra olmeker, tolteker, azteker och mayakulturen i Centralamerika, samt i Anderna inkafolket och moche.
1519 anlände spanjoren Hernán Cortés till aztekerna i Mexiko och totalförstörde på två år deras huvudstad Tenochtitlán, där Mexico City nu står. Han skonade dock den äldre staden Teotihuacán (från 100 f.Kr. till 700 e.Kr.), som nu har blivit restaurerad och utgrävd. 
Också mayaindianernas land intogs under 1500-talet av spanjorerna. De hade då levt där i över 2 700 år, men hade sin storhetstid under 300–1000-talen. Inkariket hade sin storhetstid mellan 1200 och 1533, då även dess land intogs.